# دورية بحرية

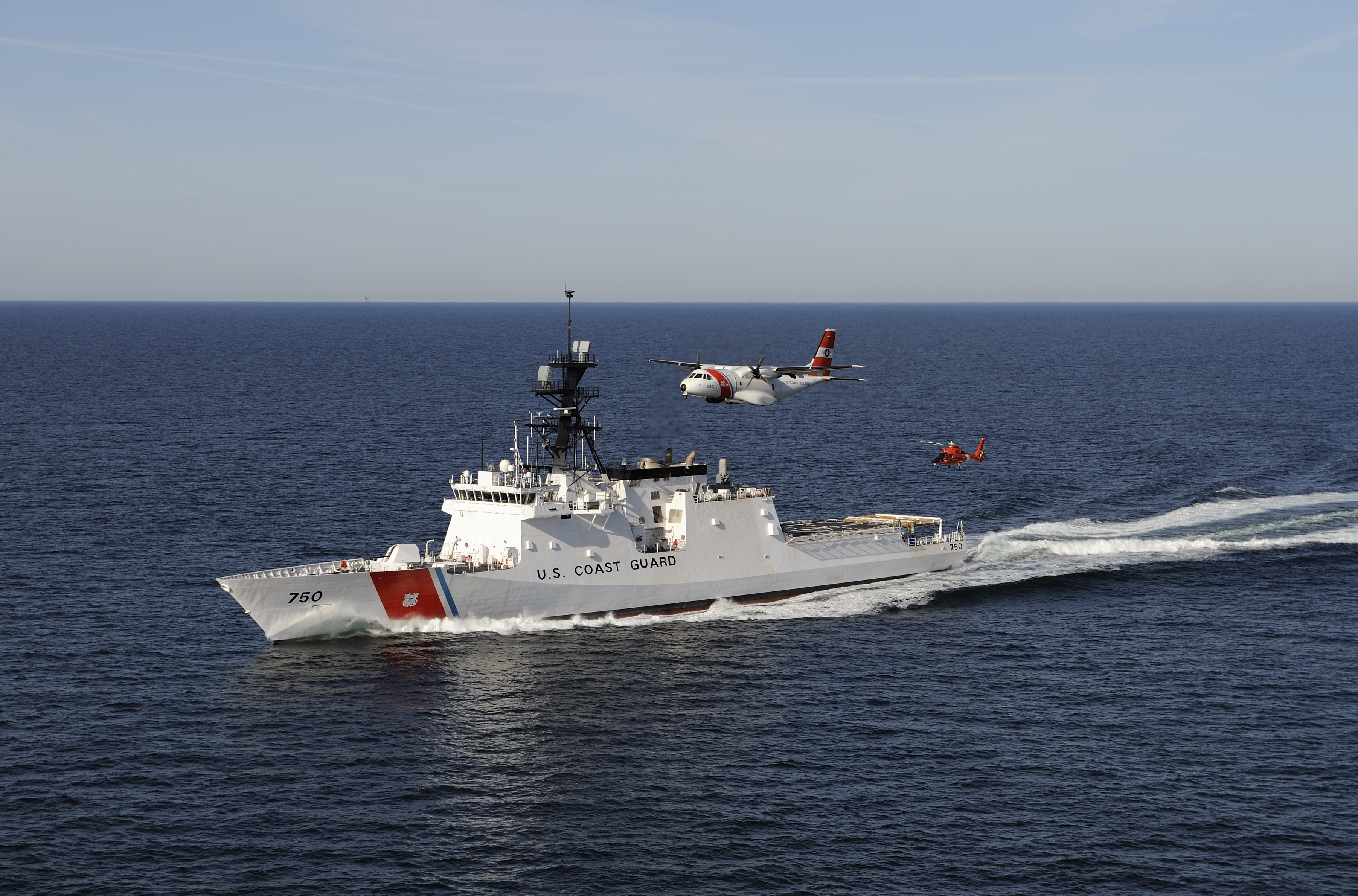
خفر السواحل الأمريكي مع إحدى طائرات الدوريات البحرية وطائرة هليكوبتر تابعة للقوة

الدورية البحرية هي مهمة مراقبة مناطق المياه. عادة ما يتم تسيير الدوريات البحرية من قبل الوكالات العسكرية ووكالات إنفاذ القانون، وعادة ما تهدف إلى تحديد الأنشطة البشرية. 
تشير الدورية البحرية إلى دورية نشطة لمنطقة، على عكس أنظمة المراقبة السلبية مثل تركيبات الكشف عن الصوت أو الكواشف الأرضية. تتكون الدورية من سفينة أو غواصة أو طائرة أو قمر صناعي تقوم بفحص المنطقة الخاضعة للدوريات والبحث عن أنشطة يتم تحديدها والإبلاغ عنها. تعد الدوريات البحرية حاسمة في المواقف الحربية بالنسبة للبحرية لتحديد مواقع قوات العدو للمشاركة أو الدفاع ضدها. إن دوريات وقت السلم مهمة لحظر الأنشطة الإجرامية ولضمان الاستخدام القانوني للمياه. 
يمكن تسيير الدوريات البحرية بواسطة السفن السطحية والغواصات بواسطة الطائرات (على سبيل المثال الآلام والكروب الذهنية ) وغيرها من المركبات الجوية، وحتى بالأقمار الصناعية. يبقى اكتشاف البشر جزءًا مهمًا من الكشف عن النشاط، ولكن يتم استخدام الأنظمة الإلكترونية بشكل متزايد. 
توجد عدة أنواع من مهام الدوريات البحرية: 
- العسكرية: توظف القوات البحرية والجوية دوريات لتعيين وتحديد سفن العدو أو الغواصات المحتملة. تقوم الدوريات بإبلاغ هذه النتائج إلى السفن القتالية التي يمكنها بعد ذلك اتخاذ الإجراءات المناسبة.
- تطبيق القانون: البلدان ذات الخطوط الساحلية الواسعة معرضة لأولئك الذين يدخلون أو يخرجون من البلاد دون أن يتم اكتشافهم. غالبًا ما يتم التهريب بشكل خاص فوق الماء. وكثيرا ما تستخدم وكالات إنفاذ القانون الدوريات البحرية للمساعدة في اعتراض مثل هذه الأنشطة.
- الاقتصادية: تعتبر مناطق المياه، وخاصة تلك القريبة من الساحل، مناطق نشاط اقتصادي. ليس فقط الشحن ولكن أيضًا صيد الأسماك وحتى السياحة أنشطة اقتصادية مهمة للبلدان الساحلية. دوريات هذه المياه تقع على عاتق الدوريات البحرية. قد تسعى مثل هذه الدوريات إلى سفن الصيد التي تقع خارج مناطق الصيد الموصوفة (غالبًا من أساطيل الدول المجاورة) أو التي لا تلتزم باللوائح. بالإضافة إلى ذلك، قد تساعد الدوريات وكالات الجمارك من خلال مراقبة حركة الشحن التجاري في المياه الخاضعة للرقابة.
- دفاع ساحلي: يحدد الدفاع الساحلي التهديدات التي يتعرض لها المناطق الساحلية ويعترضها. قد يشمل هذا منع التسلل أو تثبيط مراقبة العدو للمنشآت الساحلية. تهدف دوريات تطبيق القانون إلى منع المجرمين من الوصول إلى الشاطئ.
- الإنقاذ: على الرغم من أنها ليست بالضرورة مهمة أساسية لدوريات البحرية، إلا أنها غالبًا ما تستخدم للمساعدة في عمليات الإنقاذ البحري، سواء للبحث أو في كثير من الأحيان لاستخراج الناجين أيضًا.